# Astracantha diphterites
Astracantha diphterites là một loài thực vật có hoa trong họ Đậu. Loài này được (Fenzl) Podl. miêu tả khoa học đầu tiên năm 1983.